# Ibal-pi-el II.
Ibal pi-el II. je bil kralj mestne države Ešnuna v staroveški  Sumeriji. Vladal je od okoli 1779 do 1765 pr. n. št. Bil je sin in naslednik kralja Daduše in nečak Naram-Sina Ešnunskega. 
Osvojil je mesti Diniktum in Rapikum. S Hamurabijem Babilonskim in amoritskim kraljem Šamši-Adadom I. je oblegal Malgium, dokler se ni mesto odkupilo s 15 talenti srebra. 
Bil je sodobnik Zimri-Lima Marijskega in sklenil močno zavezništvo z Jarim-Limom I. Jamhadskim, Amud-pi-elom Katanumskim, Rim-Sinom I. Larškim in najpomembnejšim Hamurabijem Babilonskim, ki naj bi bilo protiutež vzponu Šamši-Adada I. Asirskega. Slednji je sklenil zaveznišitva s Karkemišem, Hasumom in Uršujem
Nekaj avtorjev domneva, da bi svetopisemski kralj Amrafel lahko bil  Ibal-pi-el II., medtem ko  drugi Amrafela enačijo s Hamurabijem.
Ibal-pi-el II. je bil ubit v vojni s Sive-palar-Hupakom Elamskim, ki je osvojil Ešnuno. Nasledil ga je Sili-Sin.